# Tryphon hinzi
Tryphon hinzi är en stekelart som först beskrevs av Heinrich 1953.  Tryphon hinzi ingår i släktet Tryphon och familjen brokparasitsteklar. Arten är reproducerande i Sverige. Inga underarter finns listade i Catalogue of Life.